# Filignano
Filignano är en ort och kommun i provinsen Isernia i regionen Molise i Italien. Kommunen hade 626 invånare (2018).